# الإدارة العامة للطيران المدني
الإدارة العامة للطيران المدني، إدارة حكومية كويتية، تُعنى بشؤون الطيران المدني في دولة الكويت. أنشئت في 1 أكتوبر 1956 بأمر من نائب الحاكم - آنذاك - الشيخ عبد الله المبارك الصباح، وكانت تُسمّى دائرة الطيران المدني حتى عام 1975، وكانت عند إنشائها ملحقة بوزارة الداخلية الكويتية، التي كانت تُسمّى «دائرة الأمن العام»، ثم ألحقت لاحقًا بوزارة المواصلات، ويقع مقر الإدارة في مطار الكويت الدولي في محافظة الفروانية.

## الإدارة العُليا
فيما يلي قائمة الإدارة العُليا للإدارة العامة للطيران المدني:
- الشيخ / م. حمود مبارك حمود الصباح - رئيس الإدارة العامة للطيران المدني.
- دعيج خلف العتيبي - مدير عام الإدارة العامة للطيران المدني.
- شاغر - نائب المدير العام للطيران المدني للشئون الادارية والمالية والقانونية.
- شاغر - نائب المدير العام للطيران المدني لشئون سلامة الطيران والنقل الجوي.
- سعد محمد العتيبي - نائب المدير العام للطيران المدني لشئون التخطيط والمشاريع.
- صالح عبد الله الفداغي - نائب المدير العام للطيران المدني لشئون مطار الكويت الدولي.
- دعيج خلف العتيبي - نائب المدير العام للطيران المدني لشئون خدمات الملاحة الجوية.

## إدارات الطيران المدني
تتكون الإدارة العامة للطيران المدني من 16 إدارة وتنقسم إلى:

### نائب المدير العام لشؤون التخطيط
1. إدارة التخطيط والمتابعة.
2. إدارة المشاريع.
3. إدارة الإنشاءات.

### نائب المدير العام لشئون سلامة الطيران والنقل الجوي
1. إدارة سلامة الطيران.
2. إدارة النقل الجوي.
3. إدارة أمن الطيران المدني.

### نائب المدير العام لشئون مطار الكويت الدولي
1. إدارة الهندسة.
2. إدارة العمليات.
3. إدارة نظم المعلومات.
4. إدارة التنظيم الأمني.

### نائب المدير العام لشئون خدمات الملاحة الجوية
1. إدارة الملاحة الجوية.
2. إدارة الأجهزة الملاحية.
3. إدارة الأرصاد الجوية.

### نائب المدير العام لشئون الإدارية والمالية والقانونية
1. إدارة الشئون الإدارية.
2. إدارة الشئون المالية.
3. إدارة الشئون القانونية.

## وصلات خارجية
- الإدارة العامة للطيران المدني بدولة الكويت